# Werner Hasler
Werner Hasler (* 17. März 1969 in Bern) ist ein Schweizer Jazztrompeter und Klangkünstler.

## Wirken
Hasler studierte bis 1996 an der Swiss Jazz School in Bern. 1997 gründete er die Band Manufactur, mit der er Konzerte in der Schweiz, in Deutschland und Polen gab und mehrere Alben einspielte. 
Bei der Expo 2000 in Hannover trat Hasler im Schweizer Pavillon mit einer Komposition von Daniel Ott als Solist auf. 2001 wirkte er als Komponist und Musiker an Peter McCoys Choreographie Synthetic Pleasurs mit dem Ballett des Stadttheaters Bern mit. Zum zehnjährigen Bestehen des Museums für Moderne Kunst in Frankfurt führte er mit dem Ensemble Zampugn Daniel Otts Raumklänge auf.
Seit 2002 arbeitete Hasler mit der palästinensischen Oud-Spielerin und Sängerin Kamilya Jubran und der Gruppe Mahattaat, mit der er Konzerte u. a. in Berlin, Ljubljana, Paris und Luzern gab und 2005 das Album Warmeedd aufnahm, dem weitere Alben folgten. Während eines Kairoaufenthaltes 2005 trat er mit Mahmut Refat und Karima Nait auf. Dann war er im Duo mit Sunao Inami und im Trio mit Gilbert Paeffgen und Pierre Audétat tätig. Alleine spielt er in unterschiedlichsten urbanen und Naturräumen und schafft dabei mit Live-Elektronik und Nachbearbeitung im Studio neue Klangräume.

## Diskographie
- manufactur #1 mit Hans-Peter Pfammatter, Urban Lienert, Marco Agovino, 1999
- manufactur #2 mit Hans-Peter Pfammatter, Urban Lienert, Dominik Burkhalter, 2001
- Hasler/Inami: Transmit, 2005
- rong dob, Manufactur (mit Patrick Lerjen, Urban Lienert, Dominik Burkhalter), 2005
- Wameedd mit Kamilya Jubran, 2005
- flambitres, Manufactur (mit Oliver „Oli“ Kuster, Urban Lienert, Dominik Burkhalter), 2007
- Hasler Paeffgen Audétat: The Story of Major Tom, 2007
- Wanabni mit Kamilya Jubran, 2011; Zigzag/Outhere 1000302 (Edel)
- Hasler / Paeffgen / Berger (2011), mit Karl Berger, Gilbert Paeffgen
- The Outer String (2012), mit Katryn Hasler,  Carlo Niederhauser, Vincent Courtois, Christoph Steiner
- Kamilya Jubran & Werner Hasler: Wa (2019)